# جک جیکوبسن
جک جیکوبسن (انگلیسی: Jac Jacobsen; ۱ ژانویهٔ ۱۹۰۱ – ۱ ژانویهٔ ۱۹۹۶) کارآفرین اهل نروژ بود، که در سال ۱۹۳۴ شرکت لوکسو را تأسیس کرد.